# ذره نقطه‌ای
ذَرّهٔ نُقطه‌ای (یا ذره آرمانی) نام جسمی آرمانی است که در توصیف‌های فیزیکی کاربرد زیادی دارد. ویژگی چنین ذره‌ای نداشتن امتداد در فضا است. به دیگر سخن، ذره‌های نقطه‌ای صفر-بعدی هستند و جایی را در فضا اشغال نمی‌کنند.
ذره نقطه‌ای به هر گونه جسمی گفته می‌شود که اندازه، شکل و ساختار آن در یک زمینه و حالت خاص به‌شمار نیاید.
برای نمونه، هر جسمی را که در نظر بگیریم از فاصله‌ای که به اندازه کافی دور باشد به عنوان یک ذره نقطه‌ای رفتار خواهد کرد. نمونه‌های خاصی از ذره نقطه‌ای عبارتند از «جرم نقطه‌ای» و «بار نقطه‌ای». در جنبش‌شناسی (سینماتیک) ابتدا اجسام را به صورت ذره نقطه‌ای بررسی نموده و سپس با مطالعه حرکت جسم صلب حرکت واقعی اجسام دنبال می‌شود.